# 絞股藍
絞股藍，又名五葉蔘、七葉膽、蘞，日本稱之甘蔓茶、福音草，屬葫芦科绞股蓝属的一种植物。

## 形态
多年生攀援草本。叶子互生，常5～7小叶，呈鸟趾状复叶；中央一枚较大，先端渐尖，叶缘有锯齿。夏季开黄白色花，圆锥花序腋生，雌雄异株。圆形浆果；种子如豌豆大，熟时为黑紫色。

## 分布
生長於海拔300-3200米的山間陰濕的地方，分布於中国大陸地区的西南部和長江以南湖南、云南等省，藥材主產陝西、甘肅等省。日本的九州及北海道亦有生長。山谷密林中、山坡疏林、灌叢中或路旁草叢中。

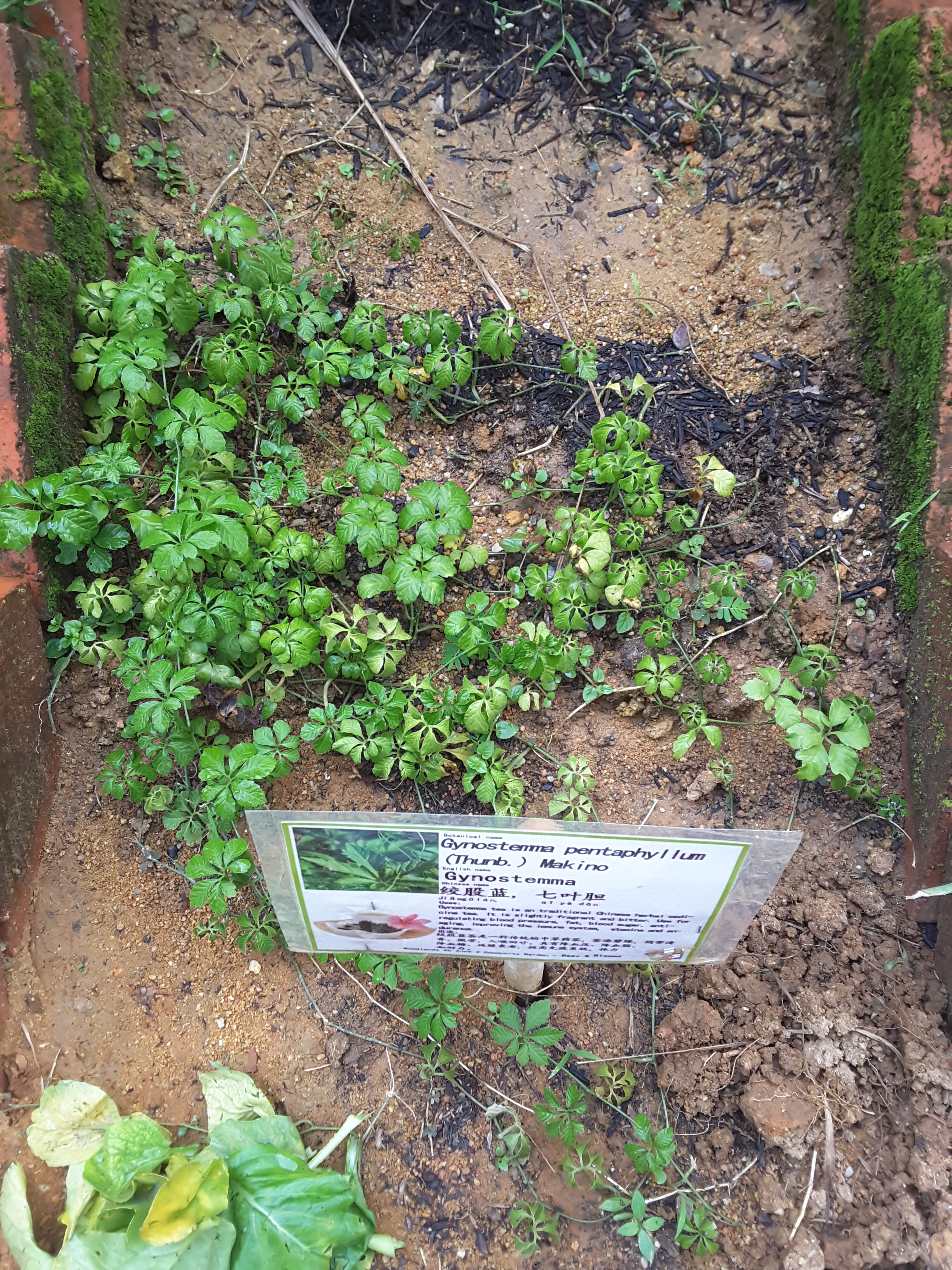
新加坡種植絞股藍

## 药用
味甘、無毒，皂甘的化學結構與人參類似，有“南方人蔘”之譽，在日本被譽為“福音草”。明朝《農政全書》記載七葉膽為救飢食物，《全國中草藥匯編》記載七葉膽是一種極佳之「食藥同源」的天然保健食品。声称具有降血脂、降血糖、抑制腫瘤細胞繁殖、抗胃潰瘍、消除疲勞和鎮靜等作用。

## 延伸阅读
[在维基数据编辑]
 《植物名實圖考·絞股藍》，出自吳其濬《植物名實圖考》

## 外部連結
- 絞股藍 Jiaogulan 藥用植物圖像數據庫 (香港浸會大學中醫藥學院) （中文）（英文）
- 絞股藍 中藥材圖像數據庫  (香港浸會大學中醫藥學院) （中文）（英文）
- 絞股藍 Jiao Gu Lan （页面存档备份，存于） 中藥標本數據庫 (香港浸會大學中醫藥學院) （繁體中文）（英文）